# Pino Marrone
Eduardo Marrone (Buenos Aires, 27 de abril de 1957), más conocido como Pino Marrone, es un guitarrista y músico de rock y jazz de Argentina.
Con Crucis grabó el álbum Los Delirios del Mariscal evaluado por la revista Rolling Stone y la cadena MTV como el #76 entre los cien mejores álbumes de la historia del rock argentino. La revista Rolling Stone lo consideró como el #52 entre los cien mejores guitarristas argentinos.

## Biografía
En 1975, cuando contaba con 18 años ingresó a la banda Crucis, integrándola con Gustavo Montesano (bajo y voz) y Aníbal Kerpel (teclados), sumándose en 1976 Gonzalo Farrugia (batería). Con Crucis grabó dos álbumes considerados clásicos y reconocidos: Crucis y Los Delirios del Mariscal. Este último álbum ha sido evaluado como el #76 entre los cien mejores álbumes de la historia del rock argentino.
Con Crucis realizó giras multitudinarias por Argentina y Brasil, alcanzando un gran reconocimiento, que le valieron contrataciones para colaborar con Charly García, Luis Alberto Spinetta y León Gieco, entre otros.
En 1977, al año siguiente de que tomara el poder en Argentina la última dictadura militar, debido a razones musicales y políticas, se radicó en Los Ángeles, Estados Unidos, dedicándose a la enseñanza en el prestigioso Guitar Institute of Technology (GIT) y profundizando la música de jazz. Allí se relacionó con Joe Diorio, presentándose en dúo en Estados Unidos y Argentina. Desde mediados de la década de 1990 es colaborador de la prestigiosa revista Guitar Player Magazine de Estados Unidos.
Marrone ha acompañado entre otros a Dianne Reeves, Joe Farrell, Kenny Kirkland, John Patitucci, Bob Magnusson, John Pisano, Abraham Laboriel, Jimmy Haslip, Hubert Laws, Eduardo Del Barrio y Robben Ford.
Su álbum Metropolis, con Daniel Goldberg fue prenominado a los Premios Grammy en la categoría Jazz en 1986.

## Relaciones familiares
Contrajo matrimonio con la cantante Gabriela.

## Discografía
1. PorSuiGieco, 1975, acompañando a la banda PorSuiGieco
2. Humanos, 1976, acompañando a la banda Pastoral
3. Crucis, 1976, integrando la banda Crucis
4. Los Delirios del Mariscal, 1977, integrando la banda Crucis
5. Homenaje, 1977, acompañando a Gustavo Montesano en los tracks 2, 5 y 6.
6. Ubale, 1982, acompañando a Gabriela en los tracks 2 y 6.
7. Pino Marrone & Daniel Goldberg - Metropolis, 1985.
8. La la la, 1986, acompañando a Luis Alberto Spinetta y Fito Páez en el tema "Serpiente de gas".
9. There Where Signs, 1989, acompañando a Bill Gable en el track 8.
10. Altas planicies, 1990, acompañando a Gabriela en los tracks 3 y 6.
11. Art & Survival, 1994, acompañando a Dianne Reeves en los tracks 8 y 10.
12. Under The Influence, álbum solista.